# فهرست بزرگ‌ترین رویدادهای ال‌جی‌بی‌تی

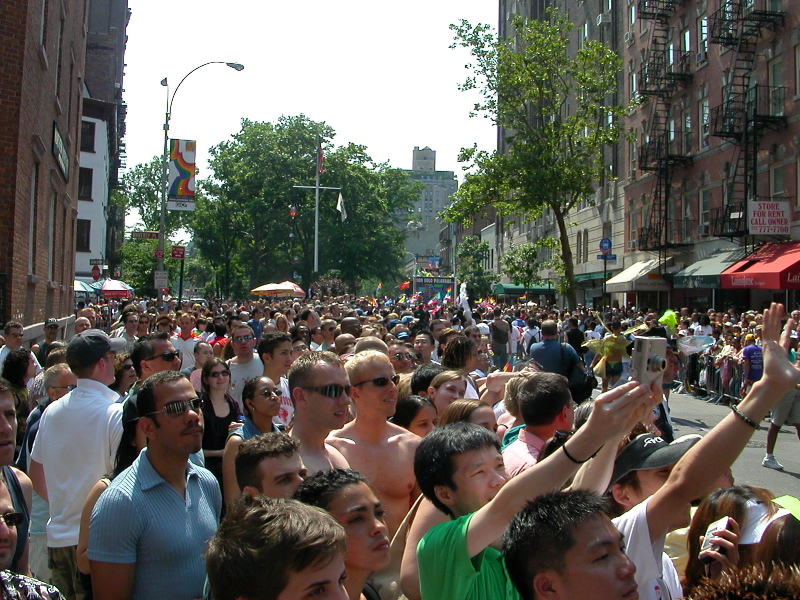
میلیون‌ها تماشاگر هر ماه ژوئن برای رژه افتخار نیویورک گرد هم می‌آیند.

این لیست، بزرگترین رویدادهای دگرباشان جنسی (رژه‌های افتخار و جشنواره‌ها) را در سراسر جهان نشان می‌دهد. آمار این رویدادها را هم سازمان دهندگان و هم مقامات (پلیس) اعلام می‌کنند. در این جدول، بزرگترین رویدادهای منفرد بر اساس شهر و همچنین رویدادهای مهم بین‌المللی مانند پرایدجهانی و یوروپراید نشان داده شده‌است. رژه‌های ملی که معمولاً در پایتخت برگزار می‌شوند، عموماً توسط انجمن‌ها و رسانه‌های ال‌جی‌بی‌تی در سراسر کشور بیشتر پشتیبانی می‌شوند.
از ژوئن ۲۰۱۹، راهپیمایی افتخار،شهر نیویورک به‌طور مداوم بزرگترین رژه افتخار در آمریکای شمالی بوده‌است، با ۲٫۱ میلیون شرکت کننده در ۲۰۱۵ و ۲٫۵ میلیون نفر در سال 2016 و در سال ۲۰۱۸، حدود دو میلیون نفر حضور داشتند. در جریان پنجاهمین سالگرد شورش‌های استون‌وال در نیویورک، پنج میلیون نفر در آخر هفته شرکت کردندکه حدود ۴ میلیون نفر در این رژه حضور داشتند.
رژه افتخار همجنسگرایان سائو پائولو در برزیل بزرگترین رویداد آمریکای جنوبی است و در رکوردهای جهانی گینس به عنوان بزرگترین رژه پراید جهان با ۲٫۵ میلیون نفر در سال ۲۰۰۶ ثبت شده‌است. این رکورد گینس را در سال ۲۰۰۹ با چهار میلیون شرکت کننده، با تعداد مشابه در سال ۲۰۱۶، و حداکثر پنج میلیون نفر در سال ۲۰۱۷ شکست. از سال ۲۰۱۹ هر ساله سه تا پنج میلیون شرکت کننده دارد.
از ژوئن ۲۰۱۹، بزرگترین رویدادهای ال‌جی‌بی‌تی در سراسر نقاط جهان شامل موارد زیر است:
- در اروپا: مادرید پراید، با ۳٫۵ میلیون شرکت کننده هنگام میزبانی پرایدجهانی در سال ۲۰۱۷
- در آسیا: تایوان پراید در تایپه؛
- در خاورمیانه: تل آویو پراید در اسرائیل؛[۱۲]
- در اقیانوسیه: رژه ماردی گراس در سیدنی، استرالیا؛[۱۴]
- در آفریقا: ژوهانسبورگ پراید در آفریقای جنوبی[۱۵]

راهپیمایی آزادی بروکلین، بزرگترین تظاهرات حقوق تراجنسی‌ها در تاریخ ال‌جی‌بی‌تی، در ۱۴ ژوئن سال ۲۰۲۰ برگزار شد که از گرند آرمی پلزا تا فورت گرین، بروکلین در شهر نیویورک برگزار شد این رژه با تمرکز بر زندگی تراجنسی‌های سیاه‌پوست، با شرکت ۱۵۰۰۰ تا ۲۰٬۰۰۰ نفر برگزار شد.

## آمار
| رتبه | شهر                     | پشتیبانی   | سال  | آمار برگزارکنندگان | آمار مقامات | نوع                  |
| ---- | ----------------------- | ---------- | ---- | ------------------ | ----------- | -------------------- |
| ۱    | نیویورک                 | پرایدجهانی | ۲۰۱۹ | ۴٬۰۰۰٬۰۰۰          | ۵٬۰۰۰٬۰۰۰   | فستیوال/ در ماه مارس |
| ۲    | سائو پائولو             | محلی       | ۲۰۱۱ | ۴٬۰۰۰٬۰۰۰          |             | رژه                  |
| ۳    | مادرید                  | پرایدجهانی | ۲۰۱۷ | ۳٬۵۰۰٬۰۰۰          | ۲٬۳۰۰٬۰۰۰   | فستیوال              |
| ۴    | مادرید                  | یوروپراید  | ۲۰۰۷ | ۲٬۳۰۰٬۰۰۰          |             | فستیوال              |
| ۵    | نیویورک                 | محلی       | ۲۰۱۶ | ۲٬۱۰۰٬۰۰۰+         | ۲٬۵۰۰٬۰۰۰   | در ماه مارس          |
| ۶    | سانفرانسیکو             | محلی       | ۲۰۱۴ | ۱٬۷۰۰٬۰۰۰          |             | فستیوال              |
| ۷    | مادرید                  | محلی       | ۲۰۱۹ | ۱٬۶۰۰٬۰۰۰          |             | رژه                  |
| ۸    | مادرید                  | محلی       | ۲۰۱۶ | ۱٬۵۰۰٬۰۰۰          |             | رژه                  |
| ۹    | کلن                     | یوروپراید  | ۲۰۰۲ | ۱٬۴۰۰٬۰۰۰          |             | رژه                  |
| ۱۰   | تورنتو                  | محلی       | ۲۰۱۲ |                    | ۱٬۲۲۰٬۰۰۰   | فستیوال              |
| ۱۱   | کلن                     | محلی       | ۲۰۱۹ | ۱٬۲۰۰٬۰۰۰          |             | رژه                  |
| ۱۲   | کلن                     | محلی       | ۲۰۱۸ | ۱٬۲۰۰٬۰۰۰          |             | رژه                  |
| ۱۳   | مادرید                  | ملی        | ۲۰۱۲ | ۱٬۲۰۰٬۰۰۰          | ۷۰۰٬۰۰۰     | رژه                  |
| ۱۴   | لندن                    | ملی        | ۲۰۱۹ | ۱٬۵۰۰٬۰۰۰+         |             | رژه                  |
| ۱۵   | شیکاگو                  | محلی       | ۲۰۱۶ |                    | ۱٬۰۰۰٬۰۰۰+  | رژه                  |
| -    | برلین                   | ملی        | ۲۰۱۲ | ۱٬۰۰۰٬۰۰۰          |             | رژه                  |
| ۱۶   | کلن                     | محلی       | ۲۰۱۳ | ۱٬۰۰۰٬۰۰۰          | ۹۰۰٬۰۰۰     | رژه                  |
| ۱۷   | رم                      | یوروپراید  | ۲۰۱۱ | ۱٬۰۰۰٬۰۰۰          |             | فستیوال              |
| ۱۸   | پاریس                   | ملی        | ۲۰۱۰ | ۸۰۰٬۰۰۰            | ۱۰۰٬۰۰۰     | رژه                  |
| ۱۹   | هیوستون                 | محلی       | ۲۰۱۷ | ۷۵۰٬۰۰۰            |             | رژه                  |
| ۲۰   | لندن                    | محلی       | ۲۰۱۴ | ۷۵۰٬۰۰۰            |             | رژه                  |
| ۲۱   | بوستون                  | محلی       | ۲۰۱۹ | ۷۵۰٬۰۰۰            |             | رژه                  |
| 22   | ریو دو ژانیرو           | محلی       | ۲۰۱۱ |                    | ۷۰۰٬۰۰۰     | رژه                  |
| 23   | آمستردام                | محلی       | ۲۰۱۴ | ۵۶۰٬۰۰۰            | ۴۵۰٬۰۰۰     | رژه                  |
| 24   | دنور                    | محلی       | ۲۰۱۹ | ۵۲۵٬۰۰۰            |             | رژه و فستیوال        |
| 25   | کلمبوس، اوهایو          | محلی       | ۲۰۱۷ | ۵۰۰٬۰۰۰            |             | رژه                  |
| 26   | ریو دو ژانیرو           | محلی       | ۲۰۱۰ |                    | ۵۰۰٬۰۰۰     | رژه                  |
| 27   | مکزیکو سیتی             | ملی        | ۲۰۱۰ | ۵۰۰٬۰۰۰            |             | رژه                  |
| 28   | لس آنجلس                | محلی       | ۲۰۱۵ | ۴۰۰٬۰۰۰            |             | رژه                  |
| 29   | میناپولیس               | محلی       | ۲۰۱۶ | ۴۰۰٬۰۰۰            |             | فستیوال              |
| 30   | سن دیگو                 | محلی       | ۲۰۱۸ | ۳۶۰٬۰۰۰            |             | رژه و فستیوال        |
| 31   | آتلانتا، جورجیا         | محلی       | ۲۰۱۸ | ۳۰۰٬۰۰۰            |             | رژه و فستیوال        |
| 32   | سیدنی                   | محلی       | ۲۰۱۱ | ۳۰۰٬۰۰۰            |             | رژه                  |
| 33   | مونترال                 | محلی       | ۲۰۱۲ | ۲۹۰٬۰۰۰            |             | رژه                  |
| 34   | تل آویو                 | محلی       | ۲۰۱۹ | ۲۵۰٬۰۰۰            |             | رژه و فستیوال        |
| 35   | سن پترزبورگ، فلوریدا    | محلی       | ۲۰۱۸ | ۲۵۰٬۰۰۰            |             |                      |
| 36   | رم                      | پرایدجهانی | ۲۰۰۰ | ۲۵۰٬۰۰۰            |             | رژه                  |
| 37   | نیواورلئان              | محلی       | ۲۰۱۹ | ۲۵۰٬۰۰۰            |             | رژه و فستیوال        |
| 38   | تل آویو                 | محلی       | ۲۰۱۸ | ۲۵۰٬۰۰۰            |             | رژه                  |
| 39   | شارلوت، کارولینای شمالی | محلی       | ۲۰۱۹ | ۲۰۰٬۰۰۰            |             | رژه و فستیوال        |
| 40   | بلو هوریزونته           | محلی       | ۲۰۱۹ | ۲۰۰٬۰۰۰            | ۲۰۰٬۰۰۰     | رژه                  |
| 41   | بوئنوس آیرس             | ملی        | ۲۰۱۲ | ۲۰۰٬۰۰۰            |             | رژه                  |
| 42   | وین                     | ملی        | ۲۰۱۸ | ۲۰۰٬۰۰۰            |             | رژه                  |
| 43   | توکیو                   | محلی       | ۲۰۱۹ | ۲۰۰٬۰۰۰            |             | رژه و فستیوال        |
| 44   | تایپه                   | ملی        | ۲۰۱۹ | ۲۰۰٬۰۰۰            |             | رژه                  |
| 45   | میامی                   | محلی       | ۲۰۱۸ |                    | ۱۸۰٬۰۰۰     | رژه و فستیوال        |
| 46   | هامبورگ                 | محلی       | ۲۰۱۸ | ۱۸۰٬۰۰۰            |             | رژه                  |
| 47   | مونیخ                   | محلی       | ۲۰۱۸ |                    | ۱۶۰٬۰۰۰     | رژه                  |
| 48   | پالرمو                  | ملی        | ۲۰۱۳ | ۱۵۰٬۰۰۰            | ۱۳۵٬۰۰۰     | رژه                  |
| 49   | کپنهاگ                  | محلی       | ۲۰۱۴ | ۱۲۰٬۰۰۰            |             | رژه                  |
| 50   | سئول                    | ملی        | ۲۰۱۸ | ۱۲۰٬۰۰۰            |             | رژه و فستیوال        |